# Hirudoterapia

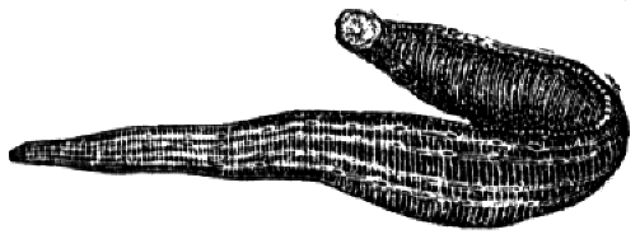
Hirudo medicinalis

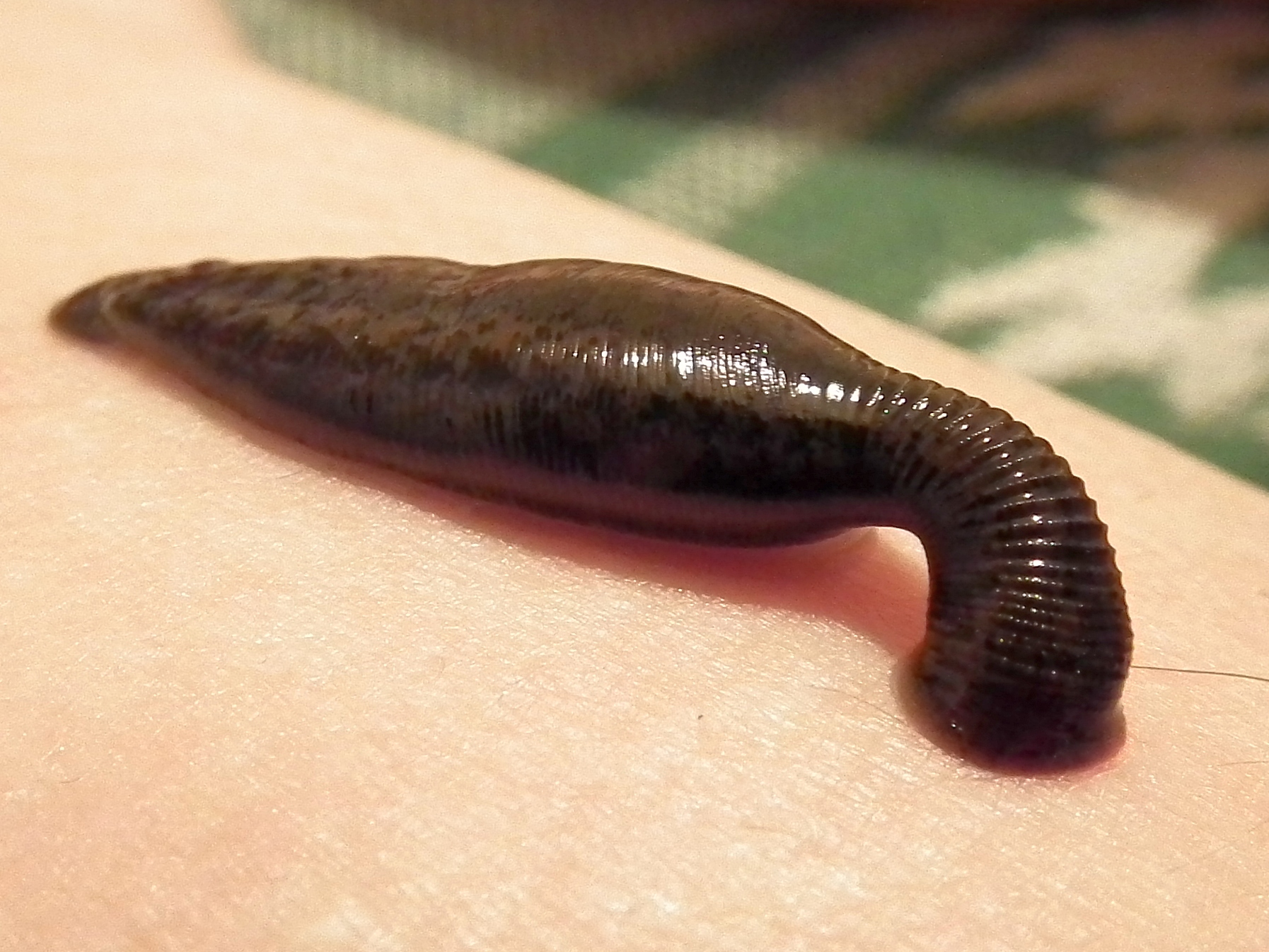
Pijawka lekarska podczas procesu ssania

Hirudoterapia (łac. hirudo, pijawka) – metoda leczenia za pomocą niektórych gatunków pijawek, znana człowiekowi od początków cywilizacji.

## Historia
Pierwsze odnotowane przypadki jej stosowania znane są z malowideł ściennych starożytnego Egiptu pochodzących z okresu XVIII dynastii (1550–1292 p.n.e.). Autorem pierwszych pisanych źródeł informacji o medycznym stosowaniu pijawek jest Nikander (II wiek p.n.e.) Od I wieku naszej ery pojawiało się coraz więcej źródeł pisanych, w tym pisma chińskie oraz literatura sanskrycka, perska i arabska. W tym okresie Rzymianie nadali pijawkom nazwę hirudo, przez Karola Linneusza przyjętą za nazwę jednego z rodzajów pijawek (Hirudo Linnaeus, 1758). Pliniusz Starszy napisał, że pijawki wysysają krew i są użyteczne na „bóle reumatyczne i wszelkiego rodzaju dolegliwości i gorączki”. 
Atrakcyjność pijawek zmieniała się w historii medycyny, a obecnie jej znaczenie wzrasta. W czerwcu 2004 roku amerykańska Agencja Żywności i Leków dopuściła do obrotu medycznego pijawki lekarskie, uznając je za środek leczniczy.

## Wykorzystywanie hirudoterapii

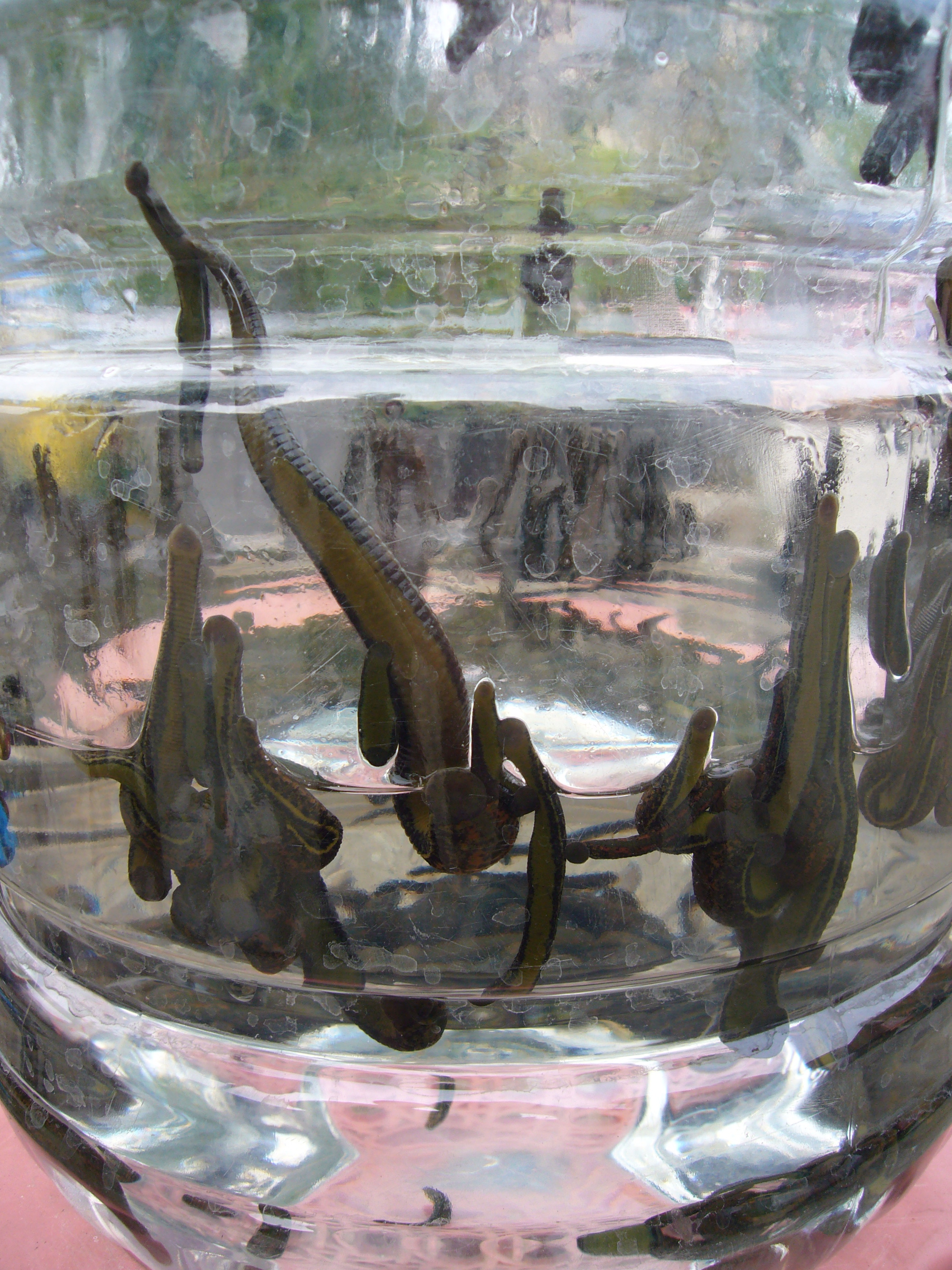
Pijawki przechowywane w słoju na bazarze w Stambule

Pijawki próbuje wykorzystywać się w leczeniu paradentozy, choroby zwyrodnieniowej stawów, niepłodności zarówno u kobiet, jak i u mężczyzn, między innymi w przypadku leczenia nadciśnienia tętniczego i choroby niedokrwiennej serca, ponieważ pijawki wydzielają z gruczołów gardzieli hirudynę, która jest substancją przeciwzakrzepową (antykoagulantem).
Według zwolenników terapii skaleczenia, oparzenia i ropienia goją się lepiej przy zastosowaniu hirudoterapii. Terapia ta jest też stosowana dla przyspieszenia gojenia po operacjach plastycznych i przeszczepach skóry.

### Gatunki pijawek
Do hirudoterapii wykorzystuje się kilkanaście gatunków pijawek, przede wszystkim z rodziny Hirudinidae. Obecnie najczęściej wykorzystuje się do tego celu osobniki hodowane w sterylnych kulturach, chociaż we wschodniej Europie i w Azji masowo pozyskuje się także dzikie osobniki. Najczęściej wykorzystuje się, w praktyce trudne do rozróżnienia przez niespecjalistów, cztery gatunki: azjatycko-południowoeuropejski Hirudo verbana, afrykański Hirudo troctina, azjatycki Hirudo orientalis, a także objętą w wielu krajach (również w Polsce) ścisłą ochroną gatunkową pijawkę lekarską (Hirudo medicinalis, występującą w handlu czasem pod nieaktualną, synonimiczną nazwą Hirudo officinalis). Dwa spośród tych gatunków – H. medicinalis i H. verbana – objęte są przepisami Konwencji Waszyngtońskiej (CITES) oraz rozporządzeniami Unii Europejskiej regulującymi handel zagrożonymi gatunkami.
Pijawka lekarska to jedyny przedstawiciel tej grupy gatunków występujący naturalnie w Polsce (gdzie wymaga ochrony czynnej). Do leczenia używa się przede wszystkim osobników wyhodowanych w warunkach sterylnych kultur, co jest również podyktowane względami higienicznymi.